# Kapucijnergors
De Kapucijnergors (Arremon abeillei) is een zangvogel uit de familie Passerellidae (Amerikaanse gorzen). De Marañónkapucijnergors werd voorheen als een ondersoort beschouwd.

## Verspreiding en leefgebied
Deze soort komt voor in zuidwestelijk Ecuador en noordwestelijk Peru.